# Kamma Rægaard Jensen
 Der er for få eller ingen kildehenvisninger i denne artikel, hvilket er et problem. Du kan hjælpe ved at angive troværdige kilder til de påstande, som fremføres i artiklen.

Kamma Rægaard Jensen (født 10. juni 1937, død 16. december 2023) var en dansk atlet. Hun var medlem af Thisted IK (-1959) og Aalborg FF (1960-).
Kamma Rægaard Jensen var dansk mester i diskoskast 1961 og vandt derudover fire DM-sølv og 13 DM-bronzemedaljer.

## Danske mesterskaber
- Bronze 1971 Diskoskast 39,79
- Bronze 1970 Diskoskast 40,05
- Sølv 1967 Diskoskast 39,82
- Sølv 1966 Diskoskast 41,83
- Bronze 1965 Diskoskast 40,22
- Sølv 1962 Diskoskast 42,44
- Bronze 1962 Spydkast 37,76
- Guld 1961 Diskoskast 43,91
- Bronze 1961 Spydkast 37,99
- Bronze 1960 Diskoskast 37,64
- Sølv 1959 Diskoskast 40,39
- Bronze 1959 Kuglestød 11,34
- Bronze 1959 Spydkast 39,01
- Bronze 1958 Diskoskast 35,64
- Bronze 1957 Diskoskast 35,86
- Bronze 1956 Kuglestød 10,20
- Bronze 1956 Diskoskast 35,37
- Bronze 1956 Spydkast 35,16